# Giacomo Tomio
Giacomo Tolio (né le 6 mai 1995 à Borgo Valsugana) est un coureur cycliste italien.

## Biographie
En 2017, il redescend chez les amateurs au club italien General Store Bottoli Zardini.

## Palmarès
- 2011
  - 3e de la Coppa d'Oro
- 2013
  - Gran Premio Sportivi di Sovilla
  - 2e des Tre Giorni Orobica